# Brasileiros asiáticos
Um ásio-brasileiro ou brasileiro asiático é uma pessoa nascida no Brasil de ascendência asiática. Segundo o censo do IBGE de 2022, 850 mil brasileiros declararam ser de cor amarela (de acordo com o censo, amarelos são aqueles que se declaram de origem asiática, japoneses, coreanos e chineses).
Ao ser comparado o censo de 2010 ao de 2000, quando apenas 761 mil brasileiros declararam ser amarelos, verificou-se, nesses dez anos, um aumento de 173,7%. Esse grande aumento foi, inicialmente, interpretado como resultado de um crescimento da migração de asiáticos para o Brasil ou do retorno dos decasséguis brasileiros do Japão. Também se levantou a hipótese de ter havido um aumento da reafirmação da identidade étnica, assim como ocorreu entre os pardos e pretos. Contudo, conforme apurou a Revista Veja, no censo de 2010 do IBGE, sobretudo no Piauí, muitas pessoas que não têm qualquer origem oriental classificaram-se como "amarelas" no censo. Isso inflacionou o número real de orientais que vivem no Brasil. No Censo de 2022, verificou-se uma queda de quase 59,2% em relação ao Censo de 2010 na população de amarelos, o que estaria relacionado à mudança na metodologia adotada pelo IBGE para corrigir a distorção verificada no censo anterior.
O Brasil recebeu muitos imigrantes da Ásia, tanto do Oriente Médio quanto do Leste Asiático. Os primeiros imigrantes asiáticos que chegaram ao Brasil eram um pequeno número de chineses (3.000) durante o período colonial. No entanto imigração significativa da Ásia para o Brasil começou no final do século XIX, quando a imigração do Líbano e da Síria se tornou importante.
A maioria dos brasileiros asiáticos têm raízes na Ásia Oriental, a maioria deles japoneses. Os primeiros imigrantes japoneses chegaram ao Brasil em 1908. Até a década de 1950, mais de 250 mil japoneses imigraram para o Brasil. Atualmente, a população japonesa do Brasil está estimada em 1,5 milhões de pessoas. Apesar de ser a maior concentração de descendentes de japoneses fora do Japão, esse número é acompanhado de perto pelo número de japoneses e descendentes vivendo nos Estados Unidos, onde chegam a 1,4 milhão de um total de 14 milhões de asiáticos. Outros grupos do leste asiático também são significativos no Brasil. A população coreana brasileira é estimada em 50.000 e a população sino-brasileira em torno de 300.000. Mais de 60% dos brasileiros asiáticos estão concentradas no estado de São Paulo. Também existem populações significativas no Paraná, Mato Grosso do Sul, Amazonas , Pará e Pernambuco.

## Demografia

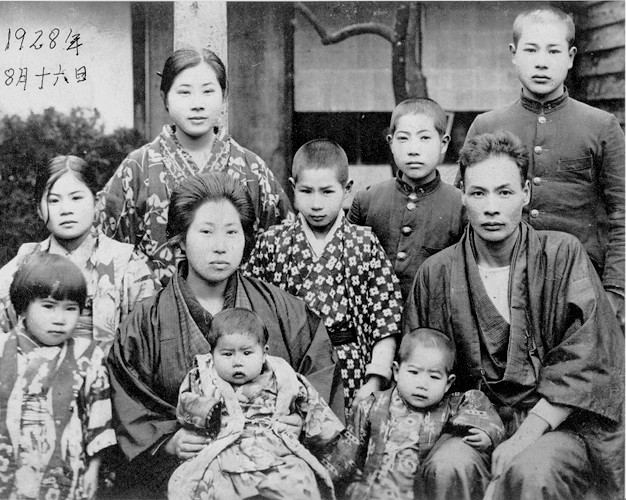
Imigrantes asiáticos no Brasil

Segundo dados do recenseamento de 2022, feito pelo IBGE, 0,42% dos brasileiros declararam-se como amarelos. Dos dez municípios brasileiros com maior população autodeclarada amarela, quatro estavam no Paraná e seis em São Paulo.
Cerca de 67,1% dos brasileiros amarelos viviam na Região Sudeste e 14,2% vivam na Região Sul. As duas regiões concentravam cerca de 81,3% dos brasileiros amarelos no Censo de 2022.
A Região Sudeste tinha uma população de amarelos de 570.852 pessoas, o que representava 0,67% da sua população total.
Entre os estados com maior população amarela estãoː São Paulo (1,2%), Paraná (0,9%), Mato Grosso do Sul (0,7%), Distrito Federal (0,5%), Mato Grosso (0,3%) e Rondônia (0,3%).
Municípios brasileiros com maior percentual de descendentes de asiáticos (sobretudo japoneses):
- 1) Assaí (PR) – 11,05%
- 2) Bastos (SP) – 10,3%
- 3) Uraí (PR) – 5,9%
- 4) São Sebastião da Amoreira (PR) – 4,8%
- 5) Pereira Barreto (SP) – 4,2%
- 6) Nova América da Colina (PR) – 3,8%
- 7) Mogi das Cruzes (SP) - 3,7%
- 8) Mirandópolis (SP) – 3,7%
- 9) Biritiba Mirim (SP) – 3,6%
- 10) Guatapará (SP) – 3,5%

## Preconceito
A situação dos (brasileiros) asiáticos no contexto da sociedade brasileira é discutida desde os meados do século XIX, da autorização das imigrações chinesa e japonesa ao Brasil, por intelectuais, diplomatas e políticos brasileiros.
Existia o medo de que a imigração asiática desencadeasse degradação racial ante o plano de eugenia, de branqueamento da população brasileira, idealizado num momento em que o Brasil não mais podia comercializar escravos (negros) e teria de substituí-los por imigrantes europeus livres ou por outras etnias. Por isso, era comum que imigrantes das levas iniciais viessem com o cônjuge e seus filhos, para que não se misturassem com a população local.
Durante a Segunda Guerra Mundial, a aderência do Império do Japão ao Eixo e a do Brasil aos Aliados, ou seja, tornando-se inimigos entre si e cortando os laços diplomáticos em 1941, causou a supressão de vários direitos dos imigrantes japoneses, alemães e italianos no Brasil, como a compra de terras e a nacionalização de empresas estrangeiras no Brasil, além de exacerbar a perseguição política dessas e de outras etnias no país.
Anteriormente à imigração dos japoneses, houve a entrada de libaneses e sírios e, mais recentemente, o influxo de outros povos asiáticos, como os coreanos, os taiwaneses, os chineses, os vietnamitas e os indianos. 
No imaginário popular, todos os povos do leste asiático estão enquadrados pelo substantivo japa, no Brasil. O termo é racista e quase sempre vem acompanhado de microagressões, algo diferente, mas muitas vezes também presente no racismo estrutural contra afrodescendentes. 
A crença de que todo descendente de japonês é exótico, rico e trabalhador, de culinária excêntrica e malcheirosa, de ser ótimo em matemática, submisso, passivo, mas inteligente perpassa a imagem de um asiático oriental no Brasil, por toda a sociedade, embora cada indivíduo seja único e especial à sua maneira e que generalizações são falsas (mas não esta). Essa crença é também chamada de mito da minoria modelo e é considerado um mito dialético do Perigo Amarelo: ao mesmo tempo que confere valores positivos ao grupo social que qualifica, também oprime esse grupo, pois nem todo brasileiro asiático cumpre tais qualidades, e porque relembra-o de que não é a maioria branca toda vez que existe um conflito e um embate entre a civilização oriental e a civilização ocidental; ou quando o lugar-comum do (supremacista) branco é ameaçado; ou quando ocorre fetichização do fenótipo. Além disso, o mito da minoria modelo também serve de munição para a negação de ações afirmativas para com outros grupos sociais, especialmente para com os afrodescendentes.

A pandemia do coronavírus, entre 2019 e 2020, deu escalada ao escrutínio de asiáticos, em relação à doença e a sua origem, pela população brasileira e o aumento do preconceito contra os brasileiros asiáticos, em geral.